# Kiste (Einheit)
Die Kiste war ein Stückmaß für Fensterglas in Glashütten und ein Handelsmaß.

## „Kiste“ als Stückmaß
Die Hersteller von Tafelglas verpackten es zum Transport und Verkauf in Holzkisten. So wurde „Kiste“ zu einer Mengenangabe und zu einem Maß. Wie viele Tafeln der Einheit „1 Kiste“ entsprachen, hing von der Größe der Tafeln ab.
Gewöhnliches Glas wurde schockweise verkauft. Dabei bestimmten die Tafelgrößen die Anzahl der Tafeln je Schock. Eine Tafel mit den Maßen von 41 Zoll Länge und 26 Zoll Breite war bereits ein Schock. Die Anzahl der auf 1 Schock gehenden Tafeln wurden als Einer, Sechser, Vierzehner usw. bezeichnet. Bei grünem Glas hatte die Kiste auch 120 Tafeln. Man nannte diese Einheit Kistenglas. Die Tafelgröße war 22 Zoll Höhe und 20 Zoll Breite und in 20er Bunden zusammengefasst.
Es gab an einigen Orten auch Kisten mit 20 Scheiben je Bund. Die Bundanzahl 20 war aber gleich, so dass 400 Stück eine Kiste ergab. Für Böhmisches Tafelglas, mit Stroh gepolstert in Kisten, konnte das Bund zwischen 1 Stück Tafel bis zu 60 Stück haben. Die kleinste Tafel soll 22 Zoll hoch und 18 Zoll breit betragen haben. Die größte Tafel maß 31 Zoll mal 28 Zoll.

## Regionale Unterschiede
- In Preußen wurde weißes und weißmattes Glas in Tafeln von 36 bis 40 Zoll Höhe und 27–28 Zoll Breite zum Bund zusammengestellt.
- In Hannover konnte ein Bund 40 Stück Tafeln mit den Abmaßen von 10 ¾ mal 7 ½ Zoll enthalten.[2] Andere Gläser, wie Hohlgläser, Trinkgläser u. d. gl. wurden nach dem Hüttenhundert(-stück) gehandelt und die Anzahl war entsprechend zwischen 96 und 108 Stück.
- In Österreich war die Tafel durch die Sorte bestimmt. Die Sorte war durch die veränderliche Tafelgröße bestimmt. Hierzu addierte man zwei im Winkel zueinander stehende Seiten, die Summe wurde einer bestimmten Nummer zugeordnet. Gleiche Summe war 10 mal 12 Zoll (22) und 13 mal 9 Zoll (22). Beispiele:

64 Tafeln 10 mal 6 Zoll = 1 Bund
2 Tafel 36 mal 28 Zoll = 1 Bund

## Einzelwerte
Einzelwerte für ein Schock in den Glaswerken der Churmark (Zechlin und Tornow) waren:
- 1 Tafel mit 31 Zoll hoch und 29 Zoll breit
- 2 Tafeln mit 29 Zoll hoch und 27 Zoll breit
- 3 Tafeln mit 28 Zoll hoch und 26 Zoll breit
- 4 Tafeln mit 26 Zoll hoch und 26 Zoll breit
- 5 Tafeln mit 26 Zoll hoch und 25 Zoll breit
- 6 Tafeln mit 23 Zoll hoch und 21 Zoll breit
- 7 Tafeln mit 22 Zoll hoch und 19 Zoll breit
- 8 Tafeln mit 19 Zoll hoch und 18 Zoll breit

## Sonstiges
- 1 Kiste = 48 Flaschen (Rotwein)
- 1 Kiste = 225 Weiß-Bleche

(Quelle unter)